# Starsailor
Starsailor ist eine 1999 in Wigan (England) gegründete britische Band. Sie spielt melodischen Britpop und wurde nach einem 1970er Album des Sängers Tim Buckley benannt.

## Bandgeschichte
Es waren Sänger wie Neil Young oder Nick Drake, die den Starsailor-Sänger James Walsh dazu bewogen, eine Band zu gründen. Also wurde während seines Musikstudiums die Band in heutiger Besetzung gegründet. Erst später kam noch der Keyboarder Barry Westhead hinzu und komplettierte die Band, deren Mitglieder hauptsächlich aus Warrington stammen, nur Walsh wuchs in Chorley auf. Im April 2000 trat die Band zum ersten Mal in London auf und wurde daraufhin von vielen Plattenfirmen umworben. Schließlich war es EMI, bei denen man unterschrieb. 2001 kamen die ersten beiden Singles Fever und Good Souls heraus, welche beide einen Platz in den Top 20 erreichten. Mit der Nachfolgesingle Alcoholic kam man sogar bis in die Top 10.
Starsailors Debütalbum Love Is Here erschien im Oktober 2001 und verkaufte sich recht erfolgreich. Zwei Jahre später kam das Nachfolgealbum Silence Is Easy auf den Markt, welches den kommerziellen Erfolg des Debütalbums bestätigen konnte. Dieses enthält zwei von Phil Spector produzierte Songs und hatte mit Four to the Floor eine international erfolgreiche Singleauskopplung.
2005 veröffentlichten die Musiker ihr drittes Album On the Outside und traten auf einigen Konzerten als Vorband von U2 auf. 2006 traten sie bei zwei Deutschland-Konzerten der Rolling Stones im Vorprogramm auf. Ende August 2006 tourte Starsailor, wie schon bei den Konzerten 2005 unterstützt von Richard „Echoboy“ Warren (Gesang, Gitarre, Harmonica), zum ersten Mal in den USA.
Nach ihrem weniger erfolgreichen vierten Album All the Plans kündigte Frontmann James Walsh 2009 eine Auszeit der Band an, um sich auf seine eigenen Projekte zu konzentrieren.
Seit dem Sommer 2014 spielt Starsailor wieder Konzerte. Im November 2014 trat sie als Vorband von James auf. 2015 folgten eigene Tourneen durch Asien und die USA. Für Oktober 2015 ist eine UK Tour geplant.

## Diskografie

### Studioalben
| Jahr | Titel                      | Höchstplatzierung, Gesamtwochen, AuszeichnungChartplatzierungen (Jahr, Titel, Platzierungen, Wochen, Auszeichnungen, Anmerkungen) | Höchstplatzierung, Gesamtwochen, AuszeichnungChartplatzierungen (Jahr, Titel, Platzierungen, Wochen, Auszeichnungen, Anmerkungen) | Höchstplatzierung, Gesamtwochen, AuszeichnungChartplatzierungen (Jahr, Titel, Platzierungen, Wochen, Auszeichnungen, Anmerkungen) | Höchstplatzierung, Gesamtwochen, AuszeichnungChartplatzierungen (Jahr, Titel, Platzierungen, Wochen, Auszeichnungen, Anmerkungen) | Höchstplatzierung, Gesamtwochen, AuszeichnungChartplatzierungen (Jahr, Titel, Platzierungen, Wochen, Auszeichnungen, Anmerkungen) | Anmerkungen                              |
| Jahr | Titel                      | DE | AT | CH | UK | US | Anmerkungen                              |
| ---- | -------------------------- | --- | --- | --- | --- | --- | ---------------------------------------- |
| 2001 | Love Is Here               | DE26 (6 Wo.)DE | AT25 (10 Wo.)AT | CH72 (3 Wo.)CH | UK2 Platin · (47 Wo.)UK | US129 (8 Wo.)US | Erstveröffentlichung: 8. Oktober 2001    |
| 2003 | Silence Is Easy            | DE20 (4 Wo.)DE | AT17 (4 Wo.)AT | CH24 (4 Wo.)CH | UK2 Gold · (19 Wo.)UK | — | Erstveröffentlichung: 15. September 2013 |
| 2005 | On the Outside             | DE93 (1 Wo.)DE | AT33 (3 Wo.)AT | CH25 (3 Wo.)CH | UK13 Silber · (7 Wo.)UK | — | Erstveröffentlichung: 17. Oktober 2005   |
| 2009 | All the Plans              | — | AT60 (1 Wo.)AT | CH31 (3 Wo.)CH | UK26 (2 Wo.)UK | — | Erstveröffentlichung: 9. März 2009       |
| 2017 | All This Life              | — | — | CH58 (1 Wo.)CH | UK23 (1 Wo.)UK | — | Erstveröffentlichung: 1. September 2017  |
| 2024 | Where the Wild Things Grow | — | — | — | UK25 (1 Wo.)UK | — | Erstveröffentlichung: 22. März 2024      |

### Kompilationen
- 2015: Good Souls: The Greatest Hits

### EPs
- 2008: Boy in Waiting

### Singles
| Jahr | Titel Album                         | Höchstplatzierung, Gesamtwochen, AuszeichnungChartplatzierungen (Jahr, Titel, Album, Platzierungen, Wochen, Auszeichnungen, Anmerkungen) | Höchstplatzierung, Gesamtwochen, AuszeichnungChartplatzierungen (Jahr, Titel, Album, Platzierungen, Wochen, Auszeichnungen, Anmerkungen) | Höchstplatzierung, Gesamtwochen, AuszeichnungChartplatzierungen (Jahr, Titel, Album, Platzierungen, Wochen, Auszeichnungen, Anmerkungen) | Anmerkungen                              |
| Jahr | Titel Album                         | UK | DE | CH | Anmerkungen                              |
| ---- | ----------------------------------- | --- | --- | --- | ---------------------------------------- |
| 2001 | Fever Love Is Here                  | UK18 (6 Wo.)UK | — | — | Erstveröffentlichung: 5. Februar 2001    |
| 2001 | Good Souls Love Is Here             | UK12 (9 Wo.)UK | — | — | Erstveröffentlichung: 23. April 2001     |
| 2001 | Alcoholic Love Is Here              | UK10 (7 Wo.)UK | — | — | Erstveröffentlichung: 17. September 2001 |
| 2001 | Lullaby Love Is Here                | UK36 (4 Wo.)UK | — | — | Erstveröffentlichung: 10. Dezember 2001  |
| 2002 | Poor Misguided Fool Love Is Here    | UK23 (3 Wo.)UK | — | — | Erstveröffentlichung: 18. März 2002      |
| 2003 | Silence Is Easy                     | UK9 (8 Wo.)UK | — | — | Erstveröffentlichung: 1. September 2003  |
| 2003 | Born Again Silence Is Easy          | UK40 (3 Wo.)UK | — | — | Erstveröffentlichung: 17. November 2003  |
| 2004 | Four to the Floor Silence Is Easy   | UK24 (4 Wo.)UK | DE82 (10 Wo.)DE | CH14 (21 Wo.)CH | Erstveröffentlichung: 1. März 2004       |
| 2005 | In the Crossfire On the Outside     | UK22 (4 Wo.)UK | — | — | Erstveröffentlichung: 3. Oktober 2005    |
| 2006 | This Time On the Outside            | UK24 (3 Wo.)UK | — | — | Erstveröffentlichung: 23. Januar 2006    |
| 2006 | Keep Us Together On the Outside     | UK47 (1 Wo.)UK | — | — | Erstveröffentlichung: 8. Mai 2006        |
| 2009 | Tell Me It’s Not Over All the Plans | UK73 (1 Wo.)UK | — | — | Erstveröffentlichung: 2. März 2009       |

Weitere Singles
- 2009: All the Plans
- 2015: Give Up the Ghost
- 2017: Listen to Your Heart
- 2017: All This Life
- 2017: Take a Little Time

## Auszeichnungen für Musikverkäufe
| Goldene Schallplatte - Frankreich - 2004: für die Single Four To The Floor Platin-Schallplatte - Australien - 2004: für die Single Four To The Floor |

Anmerkung: Auszeichnungen in Ländern aus den Charttabellen bzw. Chartboxen sind in ebendiesen zu finden.
| Land/RegionAuszeichnungen für Musikverkäufe (Land/Region, Auszeichnungen, Verkäufe, Quellen) | Silber  | Gold     | Platin     | Verkäufe | Quellen     |
| -------------------------------------------------------------------------------------------- | ------- | -------- | ---------- | -------- | ----------- |
| Australien (ARIA)                                                                            | —       | —        | Platin1    | 70.000   | aria.com.au |
| Frankreich (SNEP)                                                                            | —       | Gold1    | —          | 250.000  | infodisc.fr |
| Vereinigtes Königreich (BPI)                                                                 | Silber1 | Gold1    | Platin1    | 460.000  | bpi.co.uk   |
| Insgesamt                                                                                    | Silber1 | 2× Gold2 | 2× Platin2 |          |             |